# Nani Dollison
Kun Nan „Nani“ Dollison (* 1953 in Südkorea) ist eine professionelle US-amerikanische Pokerspielerin und -dealerin. Sie ist dreifache Braceletgewinnerin der World Series of Poker.

## Pokerkarriere

### Werdegang
Ihre erste Geldplatzierung bei einem Live-Turnier erzielte Dollison Mitte Mai 1998 bei der World Series of Poker (WSOP) im Binion’s Horseshoe in Las Vegas. Dort kam sie bei der in der Variante Seven Card Stud ausgespielten Ladies Championship in die Geldränge. Im August 1999 gewann sie ein Turnier beim Mid-America Poker Classic in Tunica und erhielt eine Siegprämie von 24.000 US-Dollar. Bei der WSOP 2000 setzte sich Dollison bei der Ladies Championship durch. Dafür erhielt sie neben dem Titel als Pokerweltmeisterin ein Bracelet sowie ein Preisgeld von 53.200 US-Dollar. Anfang April 2001 gewann Dollison ein Turnier der World Poker Open in Tunica und sicherte sich eine Siegprämie von über 70.000 US-Dollar. Bei der WSOP 2001 siegte Dollison bei einem Turnier in Limit Texas Hold’em und erhielt ihr zweites Bracelet sowie mehr als 440.000 US-Dollar. Anschließend gewann sie erneut die Ladies Championship und sicherte sich ein weiteres Bracelet. Im Juli 2005 belegte Dollison beim WSOP-Main-Event den 115. Platz für rund 55.000 US-Dollar. Ihre bis dato letzte Live-Geldplatzierung erzielte sie im April 2009.
Insgesamt hat sich Dollison mit Poker bei Live-Turnieren über 750.000 US-Dollar erspielt.

### Braceletübersicht
Dollison kam bei der WSOP achtmal ins Geld und gewann drei Bracelets:
| Jahr | Buy-in (in $) | Turnier                              | Teilnehmer | Preisgeld (in $) |
| ---- | ------------- | ------------------------------------ | ---------- | ---------------- |
| 2000 | 1000          | Ladies – Limit Hold’em & 7 Card Stud | 133        | 053.200          |
| 2001 | 2000          | Limit Hold’em                        | 615        | 441.440          |
| 2001 | 1000          | Ladies – Limit Hold’em & 7 Card Stud | 106        | 041.130          |